# Теригенно-мінералогічна провінція
Теригенно-мінералогічна провінція — область осадонакопичення, що характеризується єдиним комплексом уламкових мінералів. Може бути простою, коли формується за рахунок продуктів зносу з однієї області, або складною, коли формується за рахунок зносу з кількох областей.
Теригенно-мінералогічні провінції — це області накопичення одновікових осадів із загальним комплексом легких і важких мінералів, уламків гірських порід, пов'язаних з розмивом однієї або декількох живлячих провінцій. Поняття введеного і розробленого радянським літологом В. П. Батуріним (1937).